# Pseudoleosthenes dubiosus
Pseudoleosthenes dubiosus är en insektsart som beskrevs av Ludwig Redtenbacher 1906. Pseudoleosthenes dubiosus ingår i släktet Pseudoleosthenes och familjen Damasippoididae. Inga underarter finns listade i Catalogue of Life.